# Negligencia médica
La negligencia médica es un acto mal realizado por parte de un proveedor de asistencia sanitaria que se desvía de los estándares aceptados en la comunidad médica y que causa alguna lesión al paciente. Se produce por haber realizado actos no apropiados o por no haber tenido la diligencia requerida para el caso particular. Es decir, no haber cumplido con los parámetros mínimos y estándares de conducta para enfrentar el caso, y no haber cumplido con la normas técnicas de la profesión médica. Constituye, junto a la impericia e imprudencia médica, una vulneración a la lex artis ad hoc. También recae en el equipo de salud en el caso. Para poder determinar la existencia y gravedad de una negligencia, tanto bajo de un punto vista médico por un especialista, como también desde la perspectiva jurídica a través de un médico legista, es pertinente realizar una segunda opinión.

## Reclamación por negligencia médica

### Elementos del caso
Una demanda debe establecer todos los siguientes puntos:
1. Existe un deber legal: cada vez que un proveedor de asistencia médica asume el cuidado o tratamiento de un paciente.
2. El deber fue incumplido: el proveedor fracasó al emprender el estándar de asistencia médica. Esto es probado por un testimonio experto o por errores obvios (la doctrina del Res ipsa loquitur que literalmente significa La cosa habla por sí misma).
3. El incumplimiento causó una lesión.
4. Daños: Si no hay daños (alguna perdida física, económica o emocional) no hay base para una reclamación, a pesar de que el médico fuese negligente.